# Roloffs Prachtbarsch
Roloffs Prachtbarsch (Pelvicachromis roloffi) ist ein Buntbarsch aus Westafrika. Die Art wurde 1968 von Dirk Thys van den Audenaerde als Pelmatochromis roloffi erstbeschrieben. Benannt ist das Art-Epitheton nach dem Aquaristen Erhard Roloff (1903–1980) aus Karlsruhe.

## Vorkommen und Lebensraum
Roloffs Prachtbarsch kommt im Küstengebiet Westafrikas vor. Er besiedelt den Küstenstreifen von Liberia (Sierra Leone) bis nach Guinea. Die Wassertemperatur beträgt 25–28 °C, zudem ist das Wasser relativ weich (8 °dH).

## Merkmale
Das Männchen ist ca. 8,5 cm lang, während das Weibchen nur knapp 6 cm lang wird. Oft treten bei diesen Fischen farbige Muster auf, die entlang der Rückenflosse aus Flecken bestehen. Diese Flecken sind sehr variabel, jedoch kein Geschlechtsmerkmal.

## Fortpflanzung
Während der Laichzeit trägt das Männchen  einen markanten violetten Punkt auf der Körperseite und hat schwarze Brustflossen. Ein Paar sucht sich in einer Höhle ihren Laichplatz, damit das Weibchen ihre Eier legen kann. Nach einer dreitägigen Inkubation schlüpfen die Jungfische. Während dieser Zeit verteidigt das Männchen das Revier, während das Weibchen sich um die Brut kümmert.

## Aquarienhaltung
Roloffs Prachtbarsch wird als Zierfisch gehalten. Für ein Paar werden mindestens etwa 50 Liter Wasser benötigt.